# Rozsomák (képregényszereplő)
Rozsomák (angolul: Wolverine) avagy az X-Men mozifilmek magyar fordításában Farkas, valódi nevén James Howlett, de legtöbbször csak Logan kitalált szereplő, antihős a Marvel Comics képregényeiben. Rozsomákot Len Wein író és id. John Romita alkotta meg. Első megjelenése az Incredible Hulk 180. számának utolsó oldalán volt 1974 októberében. A Marvel Comics képregényfüzeteinek egyik legnépszerűbb szereplője, a kiadó X-Men és Bosszú Angyalai nevű szuperhőscsapatainak tagja.

## A megjelenés története

### Megszületése a képregények bronzkorában

#### A kanadai titkos fegyver
Rozsomák először 1974 októberében, az Incredible Hulk 180. számának utolsó paneljén jelent meg, de története jóval korábban kezdődött. Roy Thomas 1972-ben, Stan Leet követően lett a Marvel Comics főszerkesztője. Tervei között szerepelt a Marvel mutáns szuperhőseiből álló csapatának, az X-Men füzetének újraindítása, melynek korábban ő maga is írója volt. Az alapötlet az volt, hogy az új csapatban nemzetközi hősök szerepeljenek. Az új X-Men sorozat leendő rajzolója, Dave Cockrum több vázlatot is megmutatott Thomas-nak a sorozat lehetséges új szereplőiről. A rajzok között volt Cockrum egyik régebbi vázlata is, melyet még a DC Comics-nál töltött évei alatt készített. A rajzon egy vámpírhoz hasonló nő, és a testvére, egy rókaszerű vadember is látható volt, akit Cockrum Rozsomáknak keresztelt.
Az X-Men újraindításától azonban elhúzódott, és az X-Men mutánsaitól függetlenül, Roy Thomas szeretett volna egy kanadai szuperhőst is a Marvel füzeteiben látni, mivel a kiadó képregényei a szomszédos országban is sok olvasóra tettek szert. Az állatokat mintázó szereplők abban az időben igen divatosak voltak, Thomas választása pedig a rozsomákra esett, mivel megtetszett neki az állat neve. A feladatot Len Wein kapta, hogy alkosson meg és mutasson be egy szereplőt, aki erre a névre hallgat. Thomas később arról, hogy Cockrum korábban már bemutatott neki egy Rozsomák nevű szereplőt úgy nyilatkozott, hogy nem emlékszik rá, hogy a név Cockrumtól származott volna, de azt sem zárta ki, hogy valóban így történet.
A név eredeti ötletgazdájának kilététől függetlenül, miután Wein megkapta a feladatott utánanézett az állatnak, amelyből egy szuperhőst kellett alkotnia. A Kanada egész területén honos, de az Egyesült Államokban is ismert ragadozó viszonylag kis termetéhez képes igen harcias és agresszív állat, mely a nálánál sokkal nagyobb betolakodókat is megtámadja ha területét védi. Wein ezeket a tulajdonságokat vette alapul az új szereplő megalkotásakor. Ráadásul az állat erős territoriális ösztöne Wein szerint hasonlított is a kanadaiak erős nacionalista érzelmeire, főleg a francia-kanadaiakéra, akiknek egy szélsőséges mozgalmuk az 1970-es években el is akartak szakadni Kanadától. Wein még azt is fontolóra vette, hogy Rozsomák francia-kanadai legyen.
Keringtek szóbeszédek, hogy a Marvel valamikor fel szeretné támasztani az X-Ment egy nemzetközi csapatfelállással, valahogy úgy amilyenek a Fekete Sólymok voltak. Szóval az gondoltam: „Miért is ne legyen Rozsomák egy mutáns?” Így ha valóban újraindítják a füzetet lesz egy kanadaijuk akit felhasználhatnak.
Wein eredeti elképzelésében Rozsomák mutáns képességei nagy testi erejében, gyorsaságában és állatias vadságában merültek ki. Rozsomák adamantium karmai nem csontozatának, hanem csak kesztyűjének részei voltak. Bár az Incredible Hulk akkori rajzolója Herb Trimpe volt, az új szereplő külsejének megtervezésével John Romitát bízták meg. Trimpe később Wein vázlatait követve rajzolta meg a képregényt. Romita és Wein a rozsomák egy lexikonban talált leírásából indultak ki. Az alacsony de robusztus testfelépítésű új szereplő macskára emlékeztető álarcot és kék-arany színkombinációjú egyenruhát kapott. Rozsomák karma motívumként jelmezén is megjelent.
A történetben a Kanadai Királyi Légierő az országba tévedett Hulk ellen mozgósította a kormány által kifejlesztett, általuk X-Fegyverként is emlegetett Rozsomákot. Mivel azonban Rozsomák az előre meghatározott hat órán belül nem tudta semlegesíteni a Hulkot, a Légierő visszahívta őt, hogy maguk vegyék kézbe a veszély elhárítását.

#### Rozsomák az X-Men soraiban
Rozsomák következő szereplése az X-Men új csapatának első kalandjában, a Giant-Size X-Men első számában volt 1975 májusában. Rozsomák új álarca, mely hamar a szereplő egyik jellegzetes védjegyévé is vált egy véletlen eredményeként született meg. Gil Kane, a füzet borítójának rajzolója ugyanis rosszul követte az eredeti vázlatokat és jóval markánsabbnak rajzolta a maszk fekete, szem körüli részeit. Dave Cockrumnak, a füzet rajzolójának megtetszett az új álarc és megtartotta. Cockrumnak ezután a füzet összes többi belső rajzán is módosítania kellett az álarcot.
Az új szereplők, köztük Rozsomák is, az X-Men 94. számában váltották le a régi X-Men tagjait, akik közül csak Küklopsz maradt az új csapattal. Len Wein Giant-Size X-Men 1. száma után már csak a sorozat két további füzetében, a 94. és 95.-ben működött közre íróként Chris Claremont mellett. Wein Rozsomáknak Pókemberéhez mérhető testi erőt akart adni, valamint úgy tervezte, hogy Rozsomák egy 19 éves forrófejű fiatalember lesz, Johnny Storm és Sólyomszem keveréke. Wein távozása után azonban Claremontnak nyílt lehetősége rá, hogy valódi személyiséget adjon a szereplőnek. Rozsomák már Claremont első önálló történetében, az X-Men 96. számában is jelentős változásokon ment keresztül a Wein által eredetileg elképzelt szereplőhöz képest. Rozsomák maga volt a megfékezhetetlen vadság és agresszió, aki még ráadásul élvezte is amit csinált. „Tíz év pszicho-tréning, hipnózis, gyógyszeres kezelés és imádság… és gondolkodás nélkül darabokra téptem. Semmi sem változik prof, azt gondoltam megtanultam uralkodni magamon… de azt hiszem tévedtem. És akartok hallani valami mókásat… örülök neki!” – mondta Rozsomák Claremont első történetében, miután (látszólag) megölte a Kierrok nevű démont.
A pszichopata gyilkológép ötlete magyarázat volt arra, hogy miért olyan erőszakos amilyen, és hogy egy feszült belső dinamizmust adjon a csapatnak. Ott van egy szereplő, aki olyan mint egy kibiztosított fegyver és a helyzettől és körülményektől függetlenül bármikor elveszítheti az önuralmát.
Azt hiszem nem igazán értettem meg Rozsomákot, de nem is igazán szerettem. Chris (Claremont) és Byrne kései munkái alatt kezdtem megkedvelni. (…) …nem voltak távlatai; egy pszichopata volt.
Rozsomák egyenruhája és álarca nélkül először az X-Men 98. számában, a Merry Christmas, X-Men… című történetben mutatkozott meg, de nem a Wein által eredetileg elképzelt fiatalemberként. Rozsomákot Dave Cockrum egy ötvenes-hatvanas éveiben járó, oldalszakállas, cigarettázó férfiként ábrázolta. Cockrum nevéhez fűződik Rozsomák „westernes” stílusú civil viselete is. Claremont szintén ebben a számban tette nyilvánvalóvá, hogy Rozsomák karmai testének részei és nem kesztyűje tartozékai. A „pszichopata gyilkológép” beállítottság mellett ugyanakkor Rozsomák képes volt gyengéd érzéseket is felmutatni, amiket Küklopsz barátnője, Jean Grey iránt táplált, amiket azonban mások előtt nem mutatott ki.
John Byrne a 108. számmal, 1977 végén lett a sorozat rajzolója, mely nemcsak az X-Men megjelenésének egyik legsikeresebb időszakának kezdetét jelentette, hanem egyben Rozsomák további sorsára is nagy hatással volt. Claremont és Cockrum ugyanis úgy döntöttek megszabadulnak Rozsomáktól és kiírják a sorozatból. Byrne ezzel szemben ragaszkodott a szereplőhöz, mivel kedvelte a személyiségét, és nem utolsósorban ő is, akárcsak Rozsomák, kanadai volt.

## Logan

### Eredettörténet
Rozsomák 1974-es megjelenése után majd két évtizedig a Marvel egyik legrejtélyesebb múltú szereplője volt. Rozsomák megalkotója, Len Wein és a későbbi alkotók, mint John Byrne és Chris Claremont mind más történetet és eredetet képzeltek el a szereplő számára. Ezek a kezdeti elképzelések azonban eredeti, teljes formájukban soha nem jutottak el az olvasókhoz, csupán egy-két utalás, megbúvó mondat utalt rájuk melyek közül némelyik végül beépült a teljes történetbe.

#### Fel nem használt eredettörténetek

##### Len Wein és Dave Cockrum változata
Len Wein és Dave Cockrum eljátszottak a gondolattal, hogy Rozsomák nem emberi mutáns, hanem egy valódi rozsomák emberszabású mutációja legyen, amit talán az Evolúció Mestere hozott létre. Ezt az ötletet azonban nem dolgozták ki teljesen, Wein pedig rövidesen megvált a sorozattól és helyére Chris Claremont került. Claremont két korai történetében felbukkant néhány homályos utalás, mely ezt a változatot sejtette, de végül az ötletet mégiscsak elvetették. Az X-Men csapatának egyik ellenfele Steven Lang, az Őr-robotok gyártója az X-Men 98. számában elfogta a csapat több tagját, köztük Rozsomákot is. Lang vizsgálatoknak vetette alá Rozsomákot és megállapította, hogy ugyan mutánsnak mutáns, de valamiért mégis különbözik a társaitól. Később, az X-Men 103. számában Rozsomák Vészmadár ódon kastélyában találkozott egy apró termetű lénnyel, aki magát koboldnak mondta. Mikor Rozsomák kijelentette, hogy ő nem hisz a koboldokban, a kobold azt válaszolta, hogy „talán a koboldok sem hisznek a beszélő rozsomákokban”.

##### John Byrne és Chris Claremont változata
Az ötlet, hogy Rozsomák karmai testének és nem felszerelésének részei Chris Claremonttól eredt és az X-Men 98. számában volt legelőször látható. Claremont elképzelése szerint a karmok Rozsomák mutációjának részeként jöttek létre és természetes adamantiumból voltak. Byrne ezzel szemben egy egészen más magyarázatot gondolt ki. Az ő történetében Rozsomák egy baleset során súlyos sérüléseket szenvedett és a testében minden csontja eltörött. Erős öngyógyító képessége azonban csontjaira nem terjedt ki és azok nem gyógyultak. A H Ügyosztály felajánlotta neki, hogy egy hosszú és fájdalmas eljárás során kicserélik az összes csontját, kivéve a koponyáját és a gerincét egy adamantim vázra. Öngyógyító képessége révén ő volt az egyetlen aki ezt a műtétet túlélhette. Bynre magyarázata szerint Rozsomáknak nem volt szükség a csontjai vérképző funkciójára, mivel vérsejtjei az öngyógyító képességei miatt nem használódtak el. A történetet ebben a formában végül nem használták fel.
Byrne kidolgozott egy történetet Rozsomák származására is, melyben a hasonló képességekkel és állatias természettel rendelkező Kardfogú lett volna az apja.
Rozsomák hatvanéves kora ellenére jóval fiatalabbnak hatott, mely szintén öngyógyító képességének volt köszönhető. Byrne és Claremont tervezett egy közös történetet is Rozsomák és Amerika Kapitány számára, melyből kiderült volna, hogy a két szereplő egykor együtt harcolt a második világháborúban. Ez a története végül az Uncanny X-Men 268. számában, 1990-ben valósult meg, de valószínűleg már igen eltérő formában az eredeti ötlethez képest. Byrne ekkor már nem dolgozott a sorozaton. Daniel Way, a Wolverine: Origins írója 2007-ben ezt a számot használta fel az Our War (A mi háborúnk) című ötrészes történetének kiindulópontjaként.

#### X Fegyver
Rozsomákot a kanadai hadsereg emberei már első megjelenése alkalmával a Hihetetlen Hulk oldalain is X-Fegyvernek nevezték, de hogy ez valójában mit takart, csak jóval később derült ki. Rozsomák és a kanadai kormány kapcsolatára apránként derült némi fény az 1970-es évek második felében az Uncanny X-Men füzeteiben, Byrne és Claremont történeteiből. Az Uncanny X-Men 109. számában tűnt fel az akkor Alfa Fegyver néven működő James Hudson, Rozsomák egyik régi ismerőse, aki a kanadai kormánytól azt a megbízatást kapta, hogy kényszerítse Rozsomákot, hogy térjen vissza Kanadába. Rozsomák és Hudson következő összecsapása az Uncanny X-Men 120. és 121. számában volt, melyben Byrne bemutatta a Marvel új kanadai szuperhős csapatát, az Alfa Különítményt is. A történetből kiderült, hogy Rozsomák és Hudson egykor barátok voltak, és hogy Hudson be akarta szervezni Rozsomákot a Különítménybe, mikor alapító tagokat toborzott a csapathoz. Rozsomák és Hudson következő, már békésebb találkozása a sorozat 139. és 140. számában volt, mikor Rozsomák azért kereste fel egykori barátját, hogy békét kössön vele. A 140. számban Rozsomák visszatekintésből kiderült, hogy egykor James Hudson és felesége, Heather találtak rá az elvadult és legyengült állapotban kanadai vadonban. Rozsomáknak azonban nem voltak emlékei korábbi életéről, sem arról, hogyan tett szert elpusztíthatatlan adamantium bevonatú csontvázára és karmaira.
Az első mely kifejezetten a szereplő múltjába engedett bepillantást a X Fegyver (Weapon X) címet viselte. A történet írója és rajzolója Barry Windsor-Smith volt és a Marvel Comics Presents 72. és 84. száma között jelent meg 1991-ben. Barry Windsor-Smith már korábban is dolgozott rajzolóként néhány, az X-Men csapatát és Rozsomákot érintő történeten. Ezek között volt az Uncanny X-Men 205. számában megjelent, mára klasszikusnak számító Sebzett farkas (Wounded Wolf) című történet is, melynek főszereplője Rozsomák és a Power Kölykök egyik ifjú tagja, Katie Power volt (a történet magyarul az X-Men 9. számában jelent meg). Az X Fegyver című történet Rozsomák átalakulását dokumentálja, melyben az X-Kísérletnek nevezett tervezet folyamán csontjait adamantium bevonattal látták el. A kísérlet fő résztvevői dr. Abraham Cornelius, dr. Carol Hines és összekötőjük, a csak Professzornak nevezett személy volt. A Professzor rejtélyes felettesei a történet során mindvégig a háttérben maradtak és még a Professzornak is csak a legszükségesebb információkat adták meg a kísérlet alanyáról, Loganről. A Professzor is csak a kísérlet folyamán döbben rá, hogy Logan valójában mutáns. A történet elsősorban az embertelen kísérletet követi nyomon, Rozsomák azt megelőző életéről csupán néhány részletet közöl. Ebből kiderül, hogy Logan tisztában volt erős öngyógyító képességével és kormányügynök volt. Az eljárás során, mely alatt csontjai adamantium bevonatot kaptak Rozsomák tudata az ösztönös, vadállati szintre süllyedt és ez a kísérlet több munkatársának életébe került. Rozsomákba különböző implantátumokat ültettek, hogy testét távirányítással működtethessék, reakcióit pedig egy virtuális valóságban tesztelték. Rozsomák végül felülkerekedett a befolyáson, megszökött a kísérleti komplexumból és az utolsó képeken nekivágott a jeges hómezőknek a sarki fény alatt. James és Heather Hudson valamikor ezen események után talált rá az elvadult Rozsomákra a vadonban. Windsor-Smith a Marvel Comics Presents lapjain eredetileg megjelenteken kívül még nagyjából ötven oldal vázlatot és egy alternatív befejezést is készített a történethez. A Marvel 2006-ban megkereste az írót, hogy a történet új kiadásához bocsássa rendelkezésre ezeket a kiadatlan anyagokat, de az egyezség végül nem jött létre.
Windsor-Smith 1991-es, a szereplő múltjának kialakításában mérföldkőnek számító története az évek folyamán számos retconnal módosult, de a történet magja ennek ellenére változatlan maradt. A Marvel Comics Presents 72. számában bemutatott X-Kísérlet hamar túlnőtte magát Rozsomák múltján és több másik szereplő történetébe is beépült X Fegyver, majd pedig annak kiterjesztett változata, Fegyver Plusz néven.

### Gyilkolhat-e egy szuperhős?
Rozsomák megszületése előtt, 1954-től a képregények tartalmát a Comics Code szabályozta, mely többek között tiltotta az erőszakos jeleneteket, az élőholtak szereplését és még bizonyos szavak használatát is a kiadványok címében. 1971-től, a szabályozás enyhítése után a képregényalkotók már jóval nagyobb szabadságot élvezhettek, de ennek ellenére a morális kérdés továbbra is megmaradt, még Rozsomák esetében is, aki már eleve egy vadállatias jellegeket viselő szereplőként született meg. Ez az erkölcsi dilemma a Marvel főszerkesztője, Jim Shooter, és a frissen megalkotott szereplő első két formálója, Chris Claremont és John Bynre között éleződött ki, akik éppen Rozsomák kiszámíthatatlan természetére és „mániákus gyilkos” jellemvonásaira kezdtek építeni.
Nem szeretem a mániákus gyilkosokat, csak arról van szó, hogy érdekes az elképzelés, hogy adott egy szuperhős aki egy mániákus gyilkos. Egy szuperhős, aki úgy használja a képességeit, ahogyan mi is használnánk ha szert tennénk rájuk. Akármennyire is próbáljuk meggyőzni magunkat az igazságról és becsületről és az „amerikai útról”, legbelül nagyon jól tudjuk, hogy mi is felkerekednénk és szétrúgnánk néhány bizonyos ember fenekét ha megtehetnénk. Rozsomák pont ezt csinálja. Számomra borzasztóan imponál az a hozzáállás, hogy „Igen, megvan ez az erőm és használni is fogom, fiacskám.”
Shooter megengedhetetlennek tartotta, hogy egy szuperhős embert öljön a Marvel füzeteiben. Azt akarta, hogy Rozsomák állandóan harcoljon kezelhetetlen és vadállatias ösztönei ellen. Byrne szerint ez azonban egyáltalán nem vallott volna Rozsomákra. Az Uncanny X-Men füzeteiben többször is látható volt, ahogyan Rozsomák karmaival felnyársalja ellenfeleit, azonban John Byrne, a sorozat rajzolója saját bevallása szerint tartotta magát Shooter utasításaihoz. Ennek megfelelően Rozsomák valójában soha sem ölt meg senkit a képregényben, legfeljebb súlyosan vagy esetleg maradandóan megsebesítette ellenfeleit.

Rozsomák vitatott gyilkossága az Uncanny X-Men 116. számában 1978 decemberében. Rajzoló: John Byrne

Az első jelenet mely komolyabb vita tárgya lett az Uncanny X-Men 1978 decemberében megjelent 116. számában volt. A Vadföld megmentése (To Save the Savage Land) című történetben az X-Men csapata a Vadföldön Garokk-kal, a Nap Népének istenével került szembe. Vihar, Árnyék és Rozsomák elfogott csapattársaik kiszabadítására indultak, akiket a napisten városában őriztek. A túlerő miatt észrevétlenül kellett bejutniuk a városba, ezért Rozsomák végzett egy őrrel, hogy az ne figyelmeztethesse társait. Maga a gyilkosság képkockán kívül történet. Byrne úgy kommentálta a történteket, hogy Rozsomák csak azt tette amit bármelyik katona tett volna egy csatában, vagyis háborús szituáció volt. A képregényben látott helyzet azonban nem volt ennyire egyértelmű; a gyilkosság egy barlangban történet, ahol az őr egyedül volt. Claremont eredeti utasításaiban a jelenetben a közelben portyázó ellenséges járőrök is szerepeltek, mely valóban indokolttá tette volna az őr csendes és végleges kiiktatását. Byrne azonban másképpen értelmezte az adott jelenetet, az új rajzok elkészítésére pedig már nem maradt idő. Claremont ezért úgy döntött kihagyja a képkockáról a „snikt” hanghatást (mely Rozsomák karmainak előugrását kíséri), így az olvasó maga dönthette volna el, hogy Rozsomák megölte-e az őrt vagy csak leütötte. John Byrne és Roger Stern, a füzet szerkesztője azonban mégis visszahelyezte a hangot.
A 116. számot követően Shooter ragaszkodott hozzá, hogy Rozsomák addigi „áldozatai” ismét feltűnjenek a sorozatban, jelezve hogy nem haltak meg, vagy pedig Rozsomák kerüljön bíróság elé az elkövetett gyilkosságaiért.
…így vagy úgy, de be fogjuk mutatni, hogy nem ölt meg senkit – egészen addig, amíg Chris készen nem áll, hogy megölessen vele valakit, hogy kijátszhassuk ezt az új konfliktust. Rendben, megölt valakit. Mit fog most Xavier tenni? Kerüljön a fickó bíróság elé. Lássuk rendben van-e ha megöl valakit. Lássuk önvédelem volt-e. Vagy felesleges volt? És ha nem volt az, mit fognak tenni? (…) Következményeket akarok látni.
Claremont és Byrne éppen ezért az ezt követő történetekben jóval visszafogottabbá tették Rozsomákot. Az Uncanny X-Men 121. számában már egészen más jellemvonásokat tükröző Rozsomák mutatkozott be, jelezvén hogy eddig mindenki félreismerte őt. Shooter azonban ennek ellenére is ragaszkodott saját elképzeléséhez, miszerint Rozsomák egy időzített bomba, aki mindenkire, még saját csapattársaira is veszélyt jelent, Xavier professzor pedig csak azért tartja a csapatban, hogy szemmel tudja tartani. A 143. számba ezért került be az a jelenet, mikor Rozsomák megpróbálta átvágni Árnyék torkát, amiért az megszokott bohókás módján üdvözölte Rozsomák barátnőjét, Marikót. Claremont egy interjúban úgy nyilatkozott, hogy a jelenetnek egyébként semmi értelme nem volt. Amikor már saját sorozatot kapott akkor már ezreket mészárolt le.

## Képességei és készségei
Rozsomák egy mutáns. Mutációjának lényege, hogy szervezetének károsodott szöveteit az átlagos emberi szervezetnél sokkal gyorsabban képes regenerálni. Ez a képesség független Rozsomák akaratától: a gyógyulási folyamat automatikusan megy végbe. A gyógyulási folyamat sebessége egyenes arányban áll az elszenvedett sérülés súlyossági fokával.
Bármilyen, lőfegyver okozta sérülésből – amennyiben az nem ért létfontosságú szervet – egy óra leforgása alatt tökéletesen felgyógyul. Ugyanakkor mintegy két hónapjába telt, amíg talpra állt azokból a sérülésekből, amelyeket a Shingen Haradával vívott párbaj során szerzett, azok között pedig egy olyan kardszúrás is volt, amely majdnem teljesen keresztüldöfte Rozsomákot.
Logan idegsejtjeit is képes regenerálni, erre egy átlagos ember képtelen. Képes elpusztult testrészek pótlására, messzemenően túlszárnyalva egy közönséges ember öngyógyuló képességét. Képes egész szervek, például egy szem, vagy nagy mennyiségű izomtömeg pótlására. Rozsomákot gyors öngyógyító képessége gyakorlatilag immunissá teszi a mérgek és a legtöbb kábítószer ellen, elképzelhetetlen, hogy az alkohol befolyása alá kerüljön. Némi immunitással, a fáradtságkeltő enzimekkel szemben is rendelkezik így aztán teherbíró képessége is nagyobb, mint az átlagos embereké. Rozsomák érzékei elképesztően kifinomultak, bizonyos állatokéhoz hasonlíthatóak, képes valakit a szaga alapján azonosítani és követni, akár a kutya vagy a farkas. Hallása alig rosszabb, mint a híres Fenegyereké. Nem tudni, látja-e az infravörös és az ultraviola tartományt. Farkas különleges képességei különféle mutáns képességek, azonban legnagyobb részben az öngyógyító képességéből származnak. Ez utóbbinak köszönhető az is, hogy érzékszervei nem gyengülnek. Rozsomák már több mint százéves, ám külseje és erőnléte alapján középkorúnak látszik. Némely író utalt rá, hogy emlékezetvesztése összefüggésben lehet öngyógyító képességével, mely „elfeledtet” vele minden olyan traumatikus eseményt, amely negatívan befolyásolná fizikai vagy mentális egészségét. Korlátozottan emberfeletti erővel is rendelkezik, de mint öngyógyuló képességét, ezt is nagyban befolyásolja pillanatnyi erőnléte.
Az adamantium, amelyből karmai vannak, a tudomány által ismert legkeményebb fém. Ez a fém hasonlít a Marvel sorozatokban már sokat hallott vibrániumhoz, melyből Amerika kapitány pajzsa is készült, bár nem hisznek létezésében. Az adamantium gyakorlatilag mindennel szemben ellenálló, és megsemmisíthetetlen! 
Így Farkas (Rozsomák) ezzel az adottsággal fölszerelve legyőzhetetlen egy kontakt összecsapás során. Azonban mivel az adamantium ferromágneses tulajdonságokkal rendelkezik, ennek jelenléte miatt ki van szolgáltatva Magneto fémeket mozgató erejének.
Karmai mintegy 30 cm hosszúak, méretük megegyezik Rozsomák alkarjának hosszúságával. Mindkét kezén három karmot visel, amelyek közvetlenül kapcsolódnak csontvázához és idegrendszeréhez. Normális körülmények között a karmok az alkar bőre és izmai alatt vannak. Rozsomák agyi impulzusainak hatására a karmok elmozdulnak, és kibújnak Rozsomák kézbütykei alatt megnyíló bőrből. Egyidejűleg akármennyi karmot képes kiugratni. Akár kihúzott állapotban vannak, akár Logan bőre és izmai alatt, a karmok nem zavarják viselőjüket csuklója hajlításában. Mindamellett azonban egyenesen kell tartania a csuklóját, amikor a karmok éppen előbújnak a kézfején található nyílásokból. A nyílások, amelyeken át a karmok előjönnek, nem láthatóak, amikor a karmok nincsenek használatban, mivel Rozsomák mutáns képességeinek következtében beforrnak.
A Japánban töltött évei során számos küzdősportot mesteri szinten sajátított el, köszönhetően a szamuráj-kiképzésnek. Kimagaslóan bánik a katanával és számos hagyományos és modern fegyverrel. Képzett pilóta és kém. Intelligenciája kimagasló. Hosszú életének köszönhetően számos nyelvvel és kultúrával megismerkedett. Folyékonyan beszél angolul, japánul, oroszul, kínaiul, spanyolul, sájen és lakota nyelven; valamint némi francia, német, vietnámi és thai nyelvtudással is rendelkezik.
Az 1990-es évek közepén, mikor Forge megfigyelte Rozsomákot edzései alatt, úgy jellemezte Logan fizikai és mentális állapotát, hogy „megfelel egy olimpiai szintű sportolóénak, aki aranyérmes gyakorlatot hajt végre és ezzel egy időben négy számítógépet ver meg sakkban”. Ez nagyjából annyit jelent, hogy Logan még a leghevesebb harc közben is képes magas fokú taktikák és stratégiák kidolgozására.

## A sorozat mellékszereplői

### Jean Grey
Logan vonzódik hozzá. Jean is táplál iránta érzelmeket, de végül Scott Summers-szel marad.

### Jasida Mariko
Jasida Mariko Rozsomák életének nagy szerelme, a Jasida jakuza-klán volt vezetője. A szereplő megalkotása John Byrne-höz fűződik, aki az ötletet James Clavell: A sógun című regényéből merítette, melynek olvasását éppen akkor fejezte be, amikor az X-Men csapatának egyik útja Japánba vezetett. Mariko ebben a történetben, az Uncanny X-Men 118. számában szerepelt először 1979 februárjában. Byrne szándéka az volt, hogy a kifinomult nő megalkotásával ellenpontot hozzon létre Rozsomák brutalitásával szemben. Byrne egy interjúban úgy nyilatkozott, hogy szerinte még a legkegyetlenebb emberben is megvan az érzék a kifinomult szépség megbecsülése iránt, amit itt Mariko testesít meg.

### Ellenfelek
- Kardfogú

## Megjelenése a képregényeken kívül
Rozsomák látható volt rajzfilmsorozatokban, számítógépes játékokban és élőszereplős filmekben is. Filmekben Hugh Jackman alakította, ezek a filmek: X-Men – A kívülállók (2000), X-Men 2. (2003), X-Men: Az ellenállás vége (2006), X-Men kezdetek: Farkas (2009), X-Men: Az elsők (2011), Farkas (2013), X-Men: Az eljövendő múlt napjai (2014), X-Men: Apokalipszis (2016), Logan – Farkas (2017). Deadpool és Rozsomák (2024)

## Magyarul megjelent történetek
- Rozsomák (Panini Comics)
- Rozsomák: Snikt! (FUMAX)
- Rozsomák: Adósság és Becsület (FUMAX)
- A Nagy Marvel Képregénygyűjtemény #9: Rozsomák (Hachette)

## Ajánlott kiadványok
- The X-Men Companion I. és II. füzet, 1982, Fantagraphics Books – interjúk az Uncanny X-Men alkotóival (angolul)
- The Incredible Hulk and Wolverine #1, 1986, Marvel Comics – Rozsomák első megjelenésének újranyomtatott kiadása kiegészítő történettel és háttéranyagokkal (angolul)

## Külső hivatkozások
- A Rozsomák-képregények adatlapja (A Magyar Képregénykiadók Szövetsége honlapján)
- Rozsomák a Marvel Comics oldalain (angolul)
- Rozsomák a ComicVine.com oldalain (angolul)
- Rozsomák Archiválva 2008. március 12-i dátummal a Wayback Machine-ben a Comic Book DB oldalain (angolul)
- Rozsomák a Marvel Database oldalain (angolul)